# Киннаур
Киннаур (किन्नौर) — один из 12 округов Химачал-Прадеша, Индия. Округ сам в себе делится на три административные территории: Пух, Калпа, и Ничар. Также округ делится на пять техсилов. Столица округа город Реконг-Пео. В соответствии с древними индуистскими текстами Киннары — это племя полубогов. Из Санглской долины, и столицы округа Реконг Пео, Калпа, виден Киннаур-Кайлаш, считающийся местом пребывания Шивы.
Согласно всеиндийской переписи 2001 года население округа составляло 71 270 человек. Уровень грамотности взрослого населения составлял 75,11 %, что выше среднеиндийского уровня (59,5 %).

## Киннаур — земля богов
Киннаур граничит с Тибетом с востока, в северо-восточном углу с остальным Химачал-Прадешем, около 235 км от Шимлы, три высоких горных цепи Занскар, Гималаи и Дхауладхар, окружающие долины рек Сатледжа, Спити, Баспа и их притоков. Склоны покрывает густой лес, сады, поля и живописные деревни. У подножья Киннаур-Кайлаша находится много шивалингамов. Округ был открыт для посещения с 1989. Старая Хиндустан-Тибетская дорога проходит по Киннаурской дороге по берегу Сатледжа и приводит в Тибет через перевал Шипки Ла. Киннаур известен своими природными красотами, культурой и традициями сохранившимися у местного населения. Считается, что Киннаур — это земля, где пребывали пандавы во время изгнания. В древней мифологии говорится о полубогах Киннарах, живших здесь. Уже тысячи лет буддисты и индуисты мирно соседствуют в этой земле. В последнее время стал развиваться туризм.

## История
Мало известно об истории Киннаура, кроме того факта, что он звался Канаурра или Киннаура. Хотя, есть легенды и мифы о его обитателях.
Известно, что округ входил в земли царства Магадха, когда там правили Маурьи в 6 веке до н. э. Известно, что округ населяли племена Кирата, Камбоджа, Панасика, и Валхика. Киннаур попал под влияние царства Гуге в Западном Тибете с 9 по 12 века.
Киннаур позже был разделён на 7 частей, известных как Сат Кхунд. В округе появились небольшие племенные княжества, которые боролись друг с другом. В эти войны ввязывались и тибетцы-бхотия. С тех пор сохранились форты Лабранг, Муранг, и Камру, которые продолжали служить местным князьям, пока император Акбар завоевал их. В результате, Киннаур попал в границы Могольской Индии.
После распада Могольской империи округ стал известен как Чини Техсил, игравший важную роль. Но потом округ был присоединён к округу Масаху.
В 1960 началось политическое, этническое и культурное объединение округа и округ Киннаур был воссоздан. В 1975 г. здесь случилось землетрясение.
В Киннауре всё ещё сильны племенные традиции и полигамия, хотя с ростом медицины и образования полигамия, которая возникла скорее из демографических причин, изживает себя.

## География

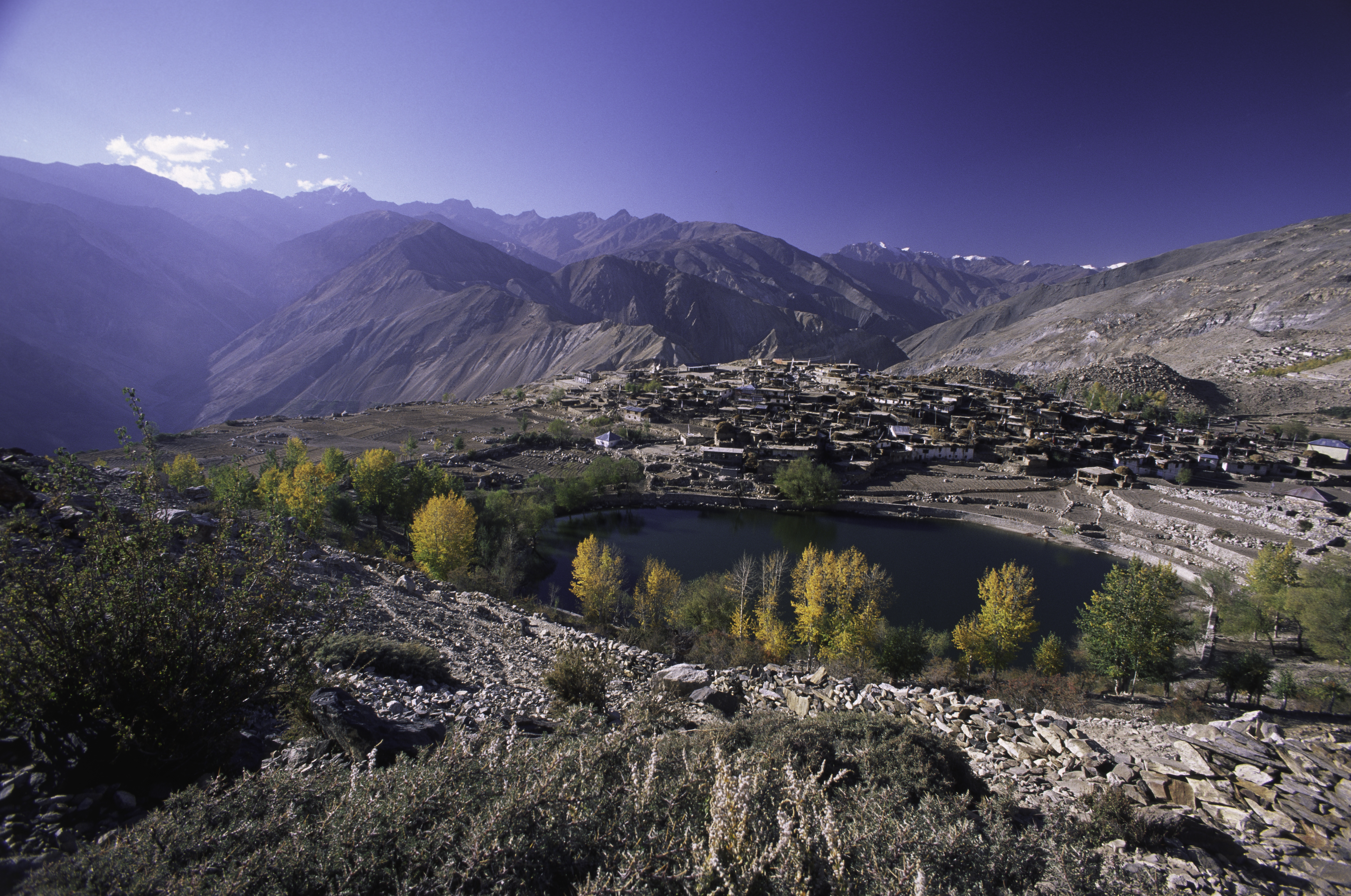
Гималайский пейзаж, озеро Нако и деревня

Горная область, высоты от 2320 до 6816, Киннаур один из мельчайших округов Индии по населению. Знаменит Киннаур-Кайлашом, святой горой индуистов на тибетской границе.

### Климат
Большая часть Киннаура лежит в благоприятном умеренном климате из-за высотности, с длинной зимой с октября по май, и коротким летом с июня по сентябрь. Низины Сатледжа и долины Баспа получают муссонные дожди. Верхние части лежат в зоне куда дожди не долетают, так что похожи, по климату, на Тибет и Центральную Азию.

## Население
В настоящее время население этнически-разнообразно и разделено на несколько групп. Условно, можно разделить округ на три области. Нижний Киннаур от Чоры на границе с Рампур Бушахром и Калпой включает долины Ничар и Сангла. население нижнего Киннаура представлено средиземноморским физическим типом. Трудно отличить их от населения прилегающего Шимлского округа. Население нижнего Киннаура, главным образом, индуистское, но присутствует и сильное буддийское влияние. Средний Киннаур от Калпы до Канама включает техсил Моранг. Население обладает смешанным расовым типом с монголоидными и средиземноморскими чертами, иногда выделяют более двух типов. По религии буддисты и индуисты, в равных количествах. Многие люди говоряд, что являются буддистами и индуистами в равной мере. Верхний Киннаур представлен северо-восточной частью округа, то есть от Пу (Химачал-Прадеш) и долины Хандранг и до границы с Тибетом. Большинство обладают монголоидным типом, у жителей округи Пу встречаются и средиземноморские типы. Несколько человек представляли собой смесь монголоидного и средиземноморского в разных долях. Тем не менее, в Хандрангской долине почти чистые монголоиды. Почти все последователи Махаяны.
В социальном плане выделяются две группы — крестьяне и ремесленники различного этнического происхождения. Эти группы представлены кастами Канетами (считаются раджпутами) и Сшеджулдов. Канеты наиболее уважаемы и носят фамилию «Неги». Среди канетов есть три колена. В первом колене 50 суб-каст, во втором колене 17 и в третьем колене 3 суб-касты, которые работают гончарами. «Ваза Канеты» принадлежат к третьей степени и считаются низшими среди Канетов. Сшеджулдские касты включают Чамангов и Домангов. Чаманги — ткачи и делают одежду. Доманги, в основном, кузнецы. Третья каста называется Ор. Многие оры профессиональные плотники. Социальный статус оров, как у домангов. Среди сшеджулдув кузнецы и плотники, то есть Доманги и Оры, считают себя выше Колов и Чамангов.

## Пищевые привычки
Основным продуктом питания является пшеница, огла, пхафра и ячмень, который выращивается местными жителями. Кроме того, канкани, чина, маис, чоллаир и батху также выращиваются. Из бобовых преобладает горох, чёрный горошек, пюре и раджмаш. Из овощей употребляют капусту, турнепс, горох, фасоль, тыкву, томаты, окра и некоторые местные листья. Рис является деликатесом, так как его нужно вести из долин. Утром и вечером пьют солёный чай называемый «ча», в него часто добавляют ячменную муку. Местные не вегетарианцы и едят коз и баранов. Алкоголь употребляют, как по праздникам, так и в обычные дни. Местные жители часто сами дистилируют алкоголь. Его делают из таких фруктов как виноград, яблоки, груши, а также из ячменя.

## Религия
В нижнем Киннауре большинство индуистов. Самыми почитаемыми богами являются Дурга (Чанди), Бхайрава, Ушас (Укха), Нараяна, Вишну, Бадринатх и Бхимакали. Чаманги и доманги поклоняются своему божеству «Наг Девта». Также у каждой деревни есть свои боги.
В среднем киннауре живут индуисты и буддисты. Основными индуистскими божествами там являются Чанди, Гаури Шанкар, Канса и Нараянджи. Дабла, местный бог деревни Канам, из-за некоторых особенностей может быть связан с религией бон. Изображения Даблы (Бонское божество) установлены рядом с Буддой и Гуру Ринпоче (Падмасамбхава) в одном монастыре Канама.
В Верхнем Киннауре преобладает тибетский буддизм. Почти в каждой деревне есть маленький монастырь с монахами из варны раджпутов (имеются в виду канеты).
В народных суевериях киннарцев почитаются духи: Банчир, Ракшасы и Кхункчики. Пуджа и рога домашних животных используются, чтобы прогнать злах духов.

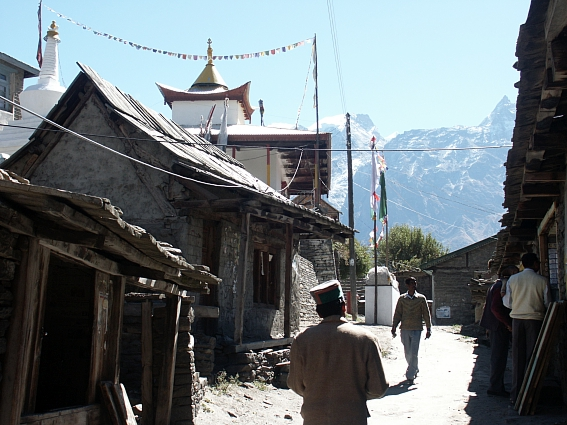
Здание Калпе отражает ильное индуистское и буддийское влияние.

Ламы играют значительную роль в повседневной жизни киннарцев, в верхнем и среднем Киннауре молодые монахи посвящают себя изучению священных текстов и ритуалов. Затем они становятся Ламами (мужчины) и Чомос (женщины), и получают религиозные и мирские права и обязанности, например, они председательствуют на собраниях киннарцев. Бывают безбрачные ламы «гьёланги» и не носящие обета безбрачия «дурпу».
Киннаур Кайлаш (не путать с горой Кайлаш на Тибете) — самое священное место округа, его посещают паломники индуисты и буддисты, таких паломников называют «Ятра».

## Флора и фауна
Части Киннаура лежат очень высоко, в Гималаях, где растительность редка и состоит, в основном, из стелющихся трав. Представители альпийской флоры, такие как пихта, сосна, можжевельник, кипарис, и рододендрон встречаются на высоте 3500 — 5000 метров, в основном, в Среднем Киннауре. На небольших высотах, в умеренном климате растут бук, rаштан, клён, берёза, ольха, магнолия, яблоня, и абрикос.
Яки и дзо разводятся на высокогорных пастбищах. Рассеянные популяции чёрного медведя и пони также встречаются.

## Люди
«Говорят, что два великих риши (святых) из Сатьяюги реинкарнировались в Кали-юге в Киннауре и наделили доброй волей и умом некоторых жителей Киннаура. Эти двое святых родились близ долины Ничар и Акпы. Хотя эти двое святых были лишены своего остроумия в этой юге, но один из их „митр“ будет заботиться о них и помогать жизни людей Киннаура.»
В соответствии с мифом, Киннеры являются потомками Пандавов: они полу-люди полу-боги со сверхъестественными способностями. Говорят также о происхождении от каст раджпутов, кхосиа, и беруu.
Киннеры говорят на диалекте тибето-бирманской языковой семьи называемом киннаури, иногда канаури. Диалект испытывал сильное влияние индийской лексики. Тибетско-джанграмский диалект используется киннерами Пуха и Санглы. Ещё 2 000 человек владеют диалектом, который считается потомком шанг-шунгского языка, уцелевшим в долине Сатледжа до наших дней.
Согласно другой теории Киннеры не Индо-арии, но Дарды, которые в древности расселились по Гималаям, и принадлежали скорее к Иранской ветви. Дарды говорили на языке, который ближе к древне-персидскому. Есть гипотезы, что в древности местные дарды перешли на тибето-бирманский язык, но пока не подтверждается. Позднее, Тибетская империя захватила Кинноур, Спити и Ладакх, местные жители перешли на тибетский язык. Так что, существует несколько теорий для объяснения того, что европеоидные киннаурцы говорят на тибето-бирманском языке.

### Образ жизни
В домах местных жителей, зачастую, существуют кладовые для зерна и сухофруктов, но есть и отдельные зернохранилища, называемые катхар. Пакпа — куски кожи овцы или яка, которые стелят на маты «кхаярча».
Традиционно, посуду делают из латуни и бронзы. Сейчас, правда, в ходу китайская посуда из алюминия или нержавеющей стали.
Одежда, в основном, из шерсти. Тхупанг, серая шерстяная шапочка, носится с белой вельветовой лентой. Тибетский чхумба, длинный шерстяной халат наподобие ачкана, носится вместе с безрукавным жилетом. Когда мужчина одевает шерстяную пижаму чуридхар, и шерстяную рубашку чамн курти, женщины оборачиваются в дохру. Дохру сворачивается хотя и другие прекрасно раскрашенные платки могут быть надеты, обычно их накидывают на плечи. Чоли блуза с рукавами для женщин, может снабжаться декоративной подкладкой.
В нижнем и среднем киннауре кастовая система играет большую роль. Упрощённо, различают высокие и низкие касты, но существует множество под-каст.